# Grenade (singolo)
Grenade è un singolo del cantautore statunitense Bruno Mars, pubblicato il 28 settembre 2010 come terzo estratto dal primo album in studio Doo-Wops & Hooligans.
Prodotto da The Smeezingtons, trio americano di produttori di cui Mars è componente, è il brano di apertura del disco. I critici hanno tessuto lodevoli giudizi del testo e delle musiche del pezzo.
Nel 2011 è stato il secondo singolo più venduto del mondo con 10,2 milioni di copie, dietro soltanto al singolo Just the Way You Are sempre dello stesso Bruno Mars.

## Descrizione
Il testo del brano parla di una relazione finita e tratta di comportamenti autodistruttivi, nel ritornello della canzone Bruno Mars fa diversi esempi di ciò che farebbe per la ragazza che lo tradisce. In particolar modo, il testo è rivolto alla ex fidanzata del cantautore, Chanel Malvar.
Musicalmente, Grenade è una ballata pop composta in re minore con un tempo moderato di 108 battiti al minuto. Il brano presenta molti elementi della musica pop degli anni ottanta, e ha ricevuto diversi paragoni a lavori fatti da Coldplay, Kanye West e Shakira.

## Accoglienza
Roberto Mucciacciaro di MTV ha osservato una forte influenza di Dirty Diana di Michael Jackson, un brano di cui Mars ha in più di un'occasione riprodotto cover.

## Video musicale
Il video è stato pubblicato il 19 novembre e vede Mars trasportare per la città un pianoforte e poi, dopo aver visto la fidanzata con un altro ragazzo si ferma davanti a una rotaia di un treno dove, dopo averne sentito l'arrivo, si spegne lo schermo e si presume ne venga travolto.

## Tracce
Download digitale, CD promozionale (Europa)
1. Grenade – 3:42

CD singolo (Germania)
1. Grenade – 3:42
2. Just the Way You Are (Carl Louis & Martin Danielle Classic Mix) – 5:17

The Grenade Sessions EP
1. Grenade (Album Version) – 3:42
2. Catch a Grenade (The Hooligans Remix) – 3:42
3. Grenade (Passion Pit Remix) – 3:30
4. Grenade (Acoustic) – 4:09
5. Grenade (Video) – 3:40 – assente nelle edizioni CD e 10"

## Successo commerciale
Grenade, come la precedente Just the Way You Are, ha raggiunto la prima posizione della Billboard Hot 100, con circa 559 000 copie vendute in una settimana che fanno di Bruno Mars il terzo artista ad aver venduto di più in una settimana dietro Right Round di Flo Rida (636 000 copie) e Tik Tok di Kesha (610 000 copie). Il brano diventa qui la terza numero uno del cantante, se si considera anche Nothin' on You in cui duetta con B.o.B: Bruno Mars fissa perciò un altro record diventando il primo artista maschile dal 1997 al 2010 a raggiungere la vetta della Hot 100 con due singoli consecutivi estratti dallo stesso album. È inoltre la prima canzone dopo Live Your Life di T.I. e Rihanna del 2008 a stare alla vetta della Hot 100 3 settimane non consecutive, essendo stato spodestato la prima volta da Firework di Katy Perry e la seconda da Hold It Against Me di Britney Spears; nella classifica digitale invece ha mantenuto la prima posizione per 5 settimane che fanno di Bruno Mars l'artista maschile dopo Flo Rida (6) ad aver mantenuto la vetta della classifica digitale per più tempo.
Anche in Canada il brano raggiunge la prima posizione con circa 23 000 copie digitali vendute, diventando la seconda numero di Mars dopo Just the Way You Are. Il singolo riscuote grande successo anche a livello europeo, soprattutto in Irlanda e nel Regno Unito dove il brano debutta direttamente al primo posto.
Nel 2011 è stato il secondo singolo più venduto del mondo con 10,2 milioni di copie, dietro soltanto a Just the Way You Are.

## Classifiche

### Classifiche settimanali
| Classifica (2010-23) | Posizione massima |
| -------------------- | ----------------- |
| Australia            | 1                 |
| Austria              | 2                 |
| Belgio (Fiandre)     | 3                 |
| Belgio (Vallonia)    | 6                 |
| Canada               | 1                 |
| Corea del Sud        | 15                |
| Danimarca            | 1                 |
| Finlandia            | 3                 |
| Francia              | 7                 |
| Germania             | 1                 |
| Irlanda              | 1                 |
| Israele              | 55                |
| Italia               | 8                 |
| Lussemburgo          | 2                 |
| Norvegia             | 1                 |
| Nuova Zelanda        | 1                 |
| Paesi Bassi          | 3                 |
| Polonia              | 1                 |
| Regno Unito          | 1                 |
| Repubblica Ceca      | 10                |
| Slovacchia           | 3                 |
| Spagna               | 21                |
| Stati Uniti          | 1                 |
| Svezia               | 1                 |
| Svizzera             | 1                 |
| Ungheria             | 4                 |

### Classifiche di fine anno
| Classifica (2011) | Posizione |
| ----------------- | --------- |
| Australia         | 21        |
| Austria           | 11        |
| Belgio (Fiandre)  | 12        |
| Belgio (Vallonia) | 31        |
| Canada            | 7         |
| Danimarca         | 4         |
| Francia           | 37        |
| Germania          | 3         |
| Irlanda           | 12        |
| Paesi Bassi       | 9         |
| Regno Unito       | 7         |
| Stati Uniti       | 6         |
| Svezia            | 5         |
| Svizzera          | 5         |
| Ungheria          | 10        |

### Classifiche di fine decennio
| Classifica (2010-19) | Posizione |
| -------------------- | --------- |
| Stati Uniti          | 54        |